# Stawiski

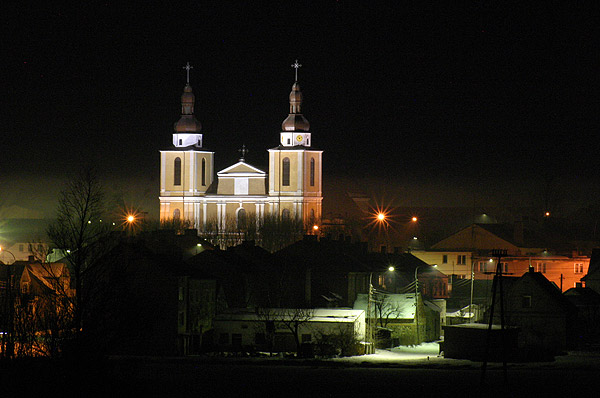
Widok na Kościół św. Antoniego Padewskiego od strony rynku

Stawiski – miasto w woj. podlaskim, w powiecie kolneńskim, siedziba gminy miejsko-wiejskiej Stawiski. W latach 1975–1998 miasto administracyjnie należało do woj. łomżyńskiego.
Miasto jest położone nad rzeką Dzierzbią, na historycznym Mazowszu.
Według danych GUS z 1 stycznia 2024 r. Stawiski liczyły 2003 mieszkańców.
W miejscowości znajduje się kościół, który jest siedzibą parafii św. Antoniego Padewskiego. W strukturze kościoła rzymskokatolickiego parafia należy do metropolii białostockiej, diecezji łomżyńskiej, dekanatu Jedwabne.

## Historia
Pierwotnie wieś, założona przez Kurzątków herbu Awdaniec, którzy w latach 1407–1411 otrzymali puszczańskie włóki nad Dzierzbią. Wieś istniała najpóźniej od 1375. Należała ona do różnych właścicieli. Kolejno do: Radzanowskich, Niszczyckich, Grabowieckich, Wegierskich, Zamoyskich herbu Grzymała, Skrodzkich, ponownie Zamoyskich, Drozdowskich, Karukowskich, Bikowskich i wreszcie w XX w. – Kisielnickich.
Z początku Stawiski leżały w ziemi wiskiej, w 1379 w wyniku zatwierdzenia podziału Mazowsza dokonanego przez Siemowita III między Janusza I a Siemowita IV zostały przyłączone do ziemi łomżyńskiej.
Wieś szlachecka Stawiska położona była w drugiej połowie XVI wieku w powiecie kolneńskim ziemi łomżyńskiej.
Staraniem Fortunata Zamoyskiego około 1698–1702 uzyskały prawa miejskie. Wprowadzona wówczas zmiana nazwy na Fortunatowo nie utrzymała się. W latach 1870–1921 Stawiski nie posiadały praw miejskich.
Ośrodkiem rozplanowania miasta jest trapezoidalny rynek, który pierwotnie był placem targowym u zbiegu dróg z Łomży i Wizny. Przez zachodnią pierzeję rynku przebiegała szosa Warszawa–Suwałki. Jest to dawny trakt handlowy, stanowiący oś układu urbanistycznego. Południową zabudowę przyrynkową wypełnia kościół i dawny klasztor franciszkanów, sprowadzonych do Stawisk w 1688 r. Na południe od rynku znajduje się zespół budynków stacji pocztowej z 1828 roku. W południowo-zachodniej części miasta mieściła się murowana synagoga wzmiankowana w 1739 r., zburzona w 1942 roku. W budynku synagogi mieści się dziś kino i remiza strażacka. Zniszczeniu uległ również kirkut, położony za miastem. Nagrobki i sarkofagi usytuowane na niewielkim wzniesieniu przed wjazdem do miasteczka, pozapadały się w ziemię i pozarastały. W pobliżu szosy w stronę Łomży na terenie dawnego cmentarzyska, zwanego Mogiłki znajduje się grodzisko. Informuje o tym przydrożna płyta.
Budowę kościoła rozpoczęto w 1788 r. i ukończono go w latach 1813–1818 z wyjątkiem wież. Otwarty w 1822 r. W 1927 roku dobudowano wieże. Zostały zniszczone w czasie II wojny światowej i odbudowane w latach 1951–1952. Kościół późnobarokowy, bazylikowy, trójnawowy. W głównym ołtarzu znajduje się obraz Matki Boskiej z Dzieciątkiem z końca XVII w., zasuwany obrazem św. Józefa z I poł. XIX w. W zwieńczeniu widoczna jest płaskorzeźba Chrystusa. Po bokach stoją rzeźby św. Piotra i Pawła z 1954 r. Ołtarze boczne wykonane w I poł. XVIII w., a przebudowane w obecnym stuleciu. W kościele istnieje nagrobek Stanisława Kisielnickiego, klasycystyczny wykonany z gipsu w 1869 r.
Klasztor, obecnie plebania, został zbudowany w 1791 r. przez franciszkanów. Zostali oni usunięci ze Stawisk w 1867 r. za poparcie powstania styczniowego. Połowę budynku klasztornego przekształcono i przeznaczono na cele świeckie. Początkowo mieściły się w nim koszary, potem szkoła, a około 1935 r. przerobiono kilka cel piętra na salę teatralną. Wyburzono łącznik między klasztorem a kościołem.
W czasie powstania kościuszkowskiego, 1–2 lipca 1794 r. gen. A. Karwowski zorganizował obóz wojsk powstańczych, a następnie starł się z Prusakami pod Lachowem. Stawiski w 1812 r. strawił pożar. Odbudowane miasto stało się ośrodkiem słynącym z wyrobu kożuchów, sukna i kapeluszy. Czynne były również garbarnie i farbiarnie. 
Ponownie Stawiski zostały spalone w lipcu 1915 r. w czasie walk wojsk rosyjskich i pruskich. Pod Stawiskami stoczono bitwę z bolszewikami w lipcu 1920 r.
Na pamiątkę walki o odzyskanie niepodległości w 1918 r. i walk w 1920 roku, wystawiono w 1924 r. na rynku, na cementowym cokole wizerunek Orła Białego rwącego się do lotu.
Podczas okupacji hitlerowskiej, 17 sierpnia 1941 roku Niemcy utworzyli getto dla żydowskich mieszkańców. Przebywało w nim około 200 osób. 2 listopada 1942 roku Niemcy ostatecznie zlikwidowali getto. Żydów wywieziono do getta w Boguszach. 

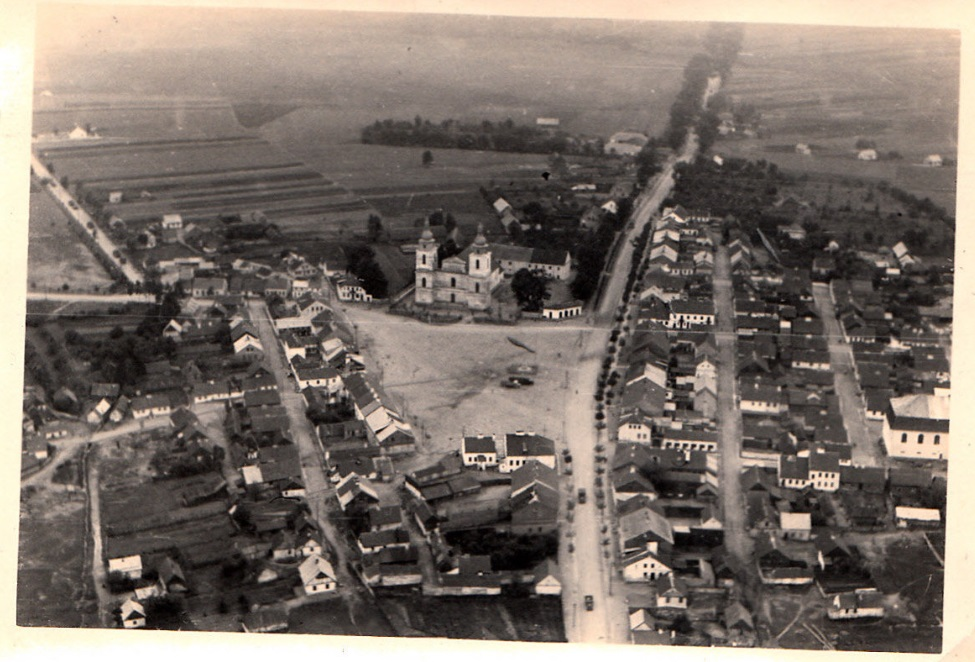
Stawiski na zdjęciu lotniczym z okresu II wojny światowej.

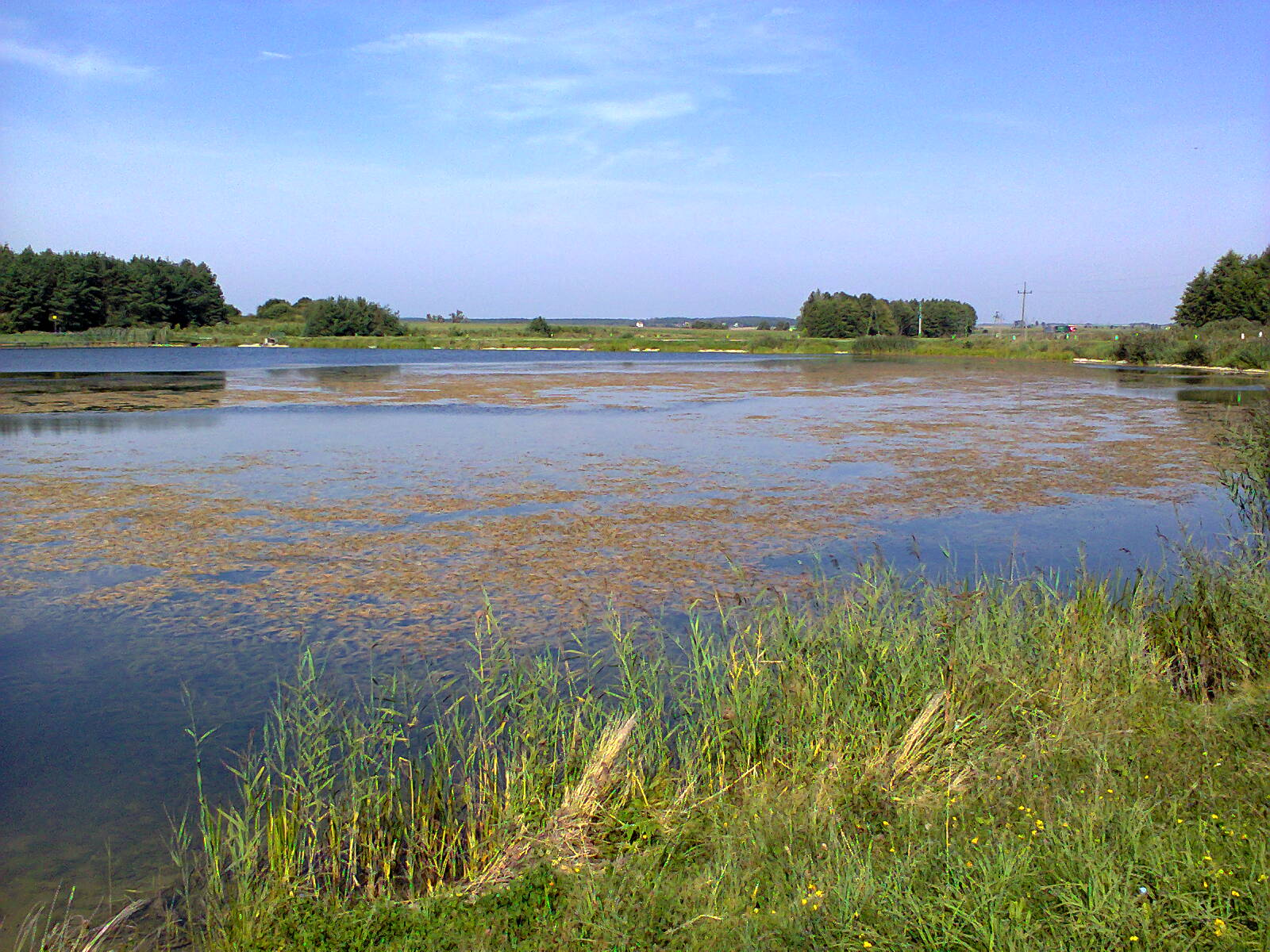
Zalew w Stawiskach

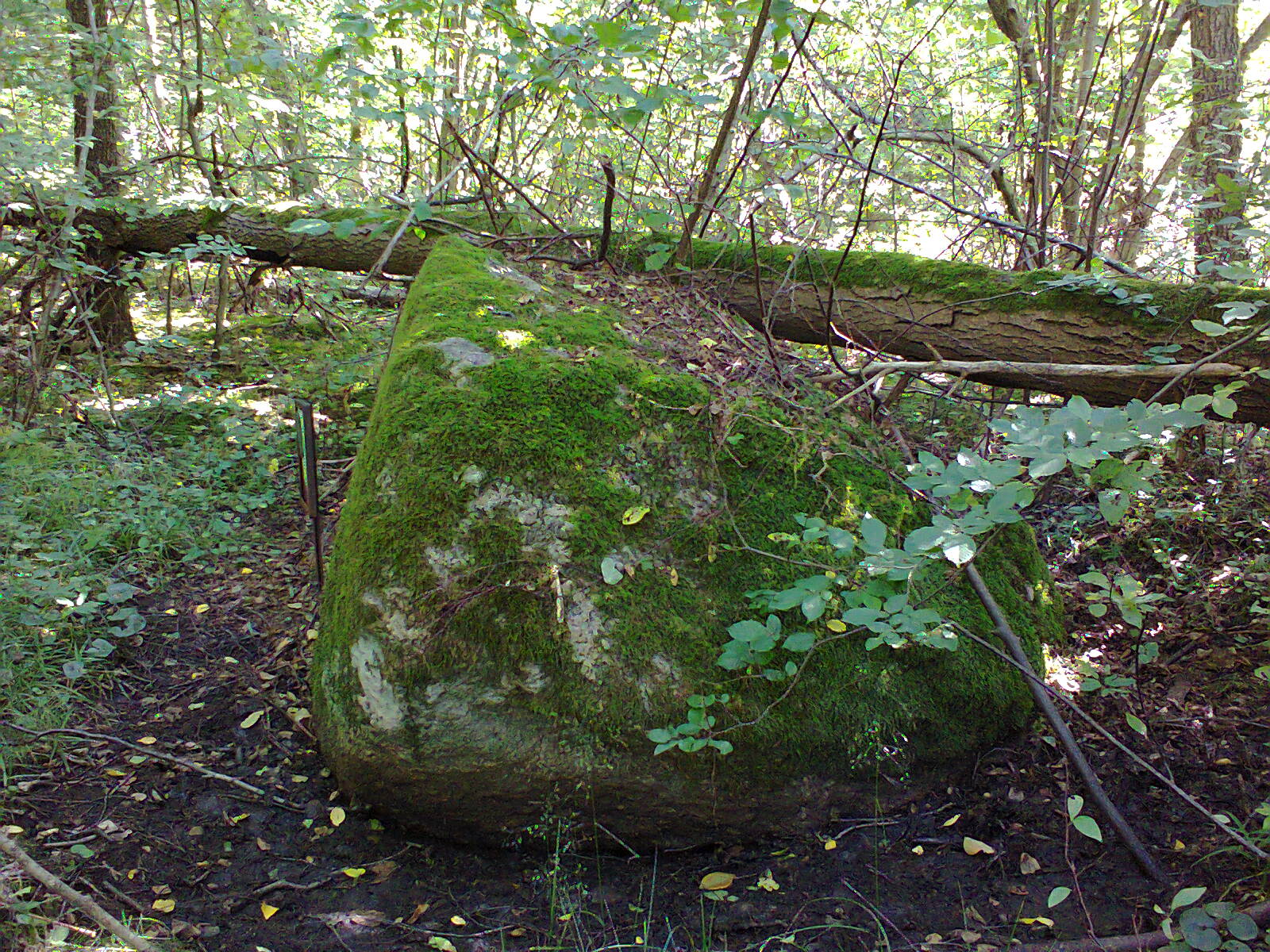
Głaz narzutowy – pomnik przyrody znajdujący się w lesie kilkaset metrów na południe od miasta

12 grudnia 1882 r. urodził się w Stawiskach Akiba Rubinstein, jeden z najwybitniejszych szachistów świata. W latach dwudziestych przeniósł się do Brukseli, gdzie zmarł 14 marca 1961 r.
W czasie II wojny światowej działała placówka AK pod dowództwem kpt. Władysława Steczkowskiego „Biały Orzeł”

## Demografia
Według Powszechnego Spisu Ludności z 1921 roku zamieszkiwało tu 3.017 osób, 1.071 było wyznania rzymskokatolickiego, 1 prawosławnego, 24 ewangelickiego, 1 ormiano-gregoriańskiego a 1.920 mojżeszowego. Jednocześnie 1.119 mieszkańców zadeklarowało polską przynależność narodową, 1 niemiecką, 1.896 żydowską a 1 ormiańską. Było tu 248 budynków mieszkalnych.
Według danych na dzień 30 czerwca 2012, miasto miało 2419 mieszkańców.
- Piramida wieku mieszkańców Stawisk w 2014 roku[7][8].

## Zabytki

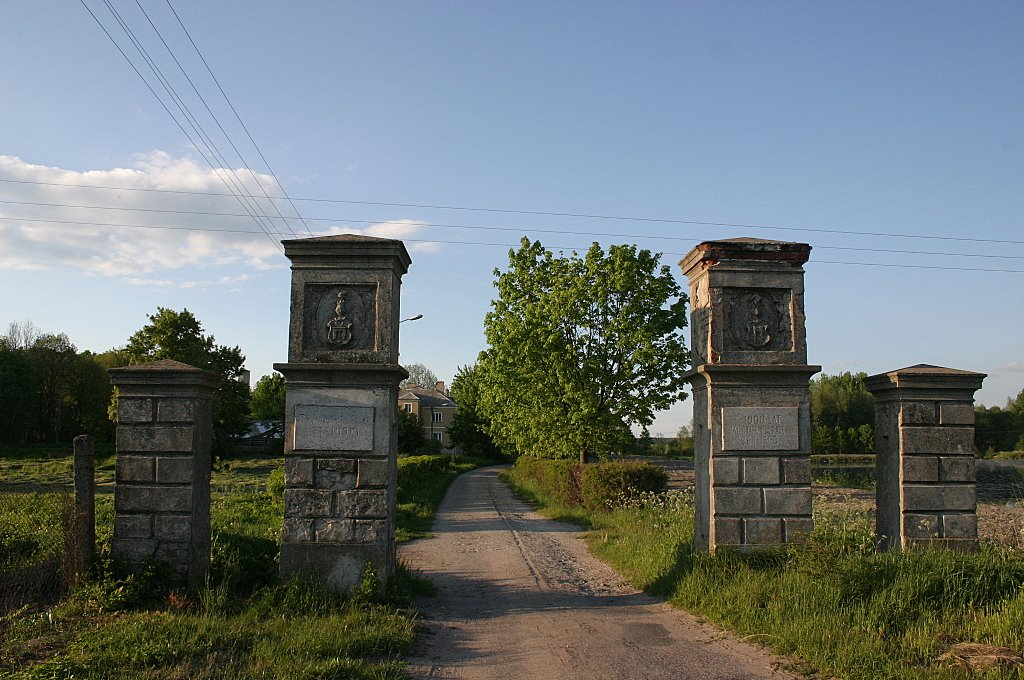
Brama Kisielnickich

- Teren części miasta, nr rej.: 112 z 29 kwietnia 1958[9].
- Zespół klasztorny franciszkanów, XVII-XIX w.[9]:
  - kościół ob. parafialny pw. św. Antoniego, XVII/XVIII w., 1790-XIX w., 1951–1952, nr rej.: 110 z 6 marca 1958;
  - klasztor, ob. plebania, XVII/XVIII w., 1788, nr rej.: 111 z 30 kwietnia 1958.
- Cmentarz rzymskokatolicki, nieczynny, za miastem, 2 połowa XIX w., nr rej.: 329 z 14 września 1987[9].
- Cmentarz żydowski, 1 połowa XIX w., nr rej.: 375 z 2 sierpnia 1988[9].
- Cmentarz żydowski z okresu II wojny światowej, w lesie „Płaszczatka”, nr rej.: 426 z 31 grudnia 1991[9].
- Park dworski z układem alejowym oraz aleja lipowa wzdłuż granicy parku, przy drodze Łomża – Grajewo, XIX w., nr rej.: 75 z 29 kwietnia 1980 oraz 176 z 21 lipca 1981[9].
- Zespół poczty, ul. Łomżyńska 21, 2 ćwierć XIX w., nr rej.: A-290 z 18 czerwca 1987[9]:
  - poczta (budynek główny),
  - wozownia,
  - stajnia.

## Transport

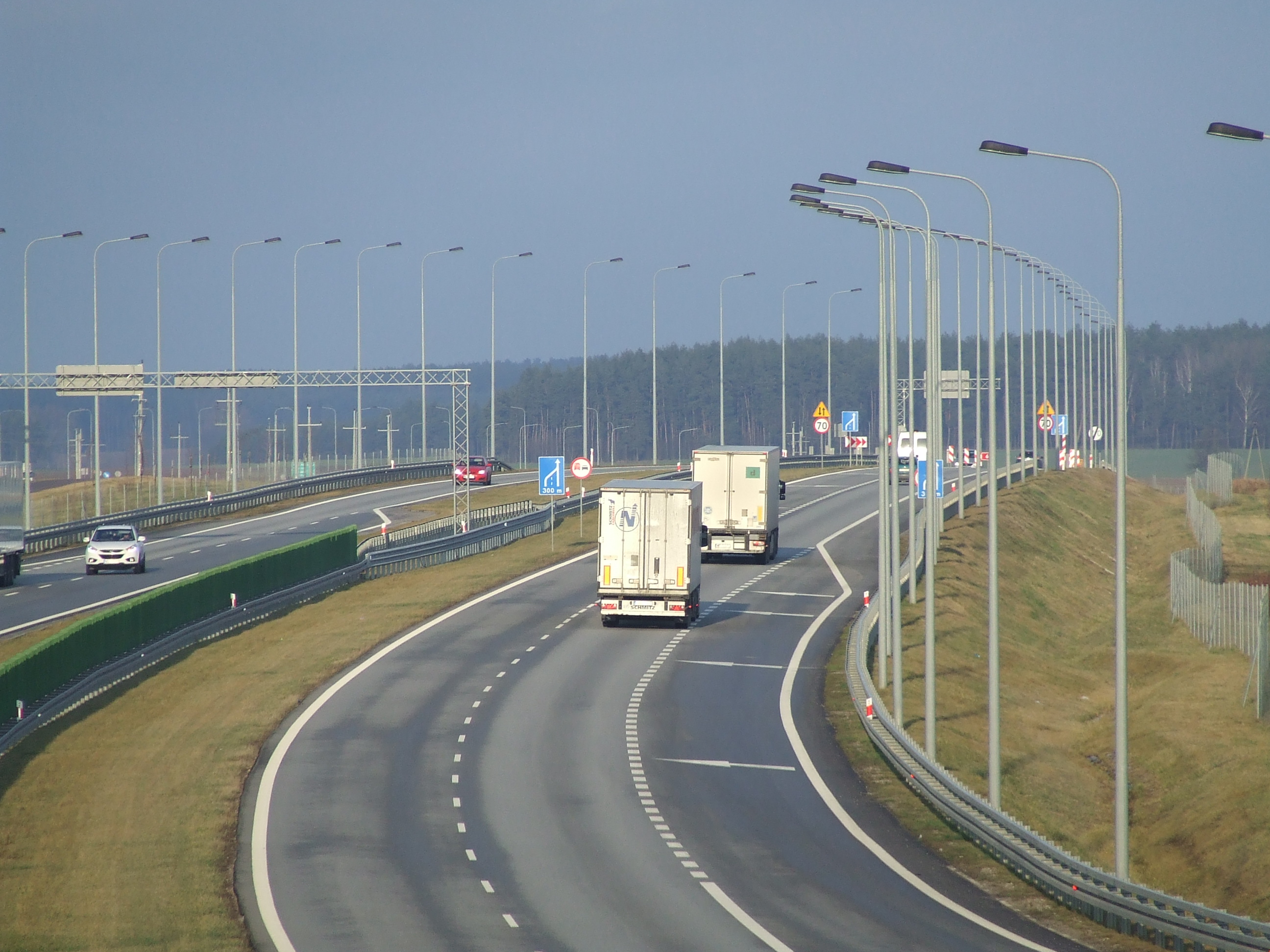
Obwodnica Stawisk

Przez Gminę Stawiski przebiega ważny szlak komunikacji drogowej, wiodący na Pojezierze Suwalsko-Augustowskie.
Przez miasto przebiegają następujące drogi:
- – obwodnica omijająca miasto od zachodu i północnego zachodu, stanowiąca fragment drogi krajowej nr 61 łączącej Warszawę z Augustowem;
- – kierunek Kolno, łącząca się z drogą S61 na węźle Stawiski;
- – kierunek Nowogród.

## Oświata
Szkoły podstawowe
• Szkoła Podstawowa im. Tadeusza Kościuszki w Stawiskach (ul. Polowa 12)
Zespół Szkolno-Przedszkolny
Gimnazja
- Gimnazjum im. Adama Mickiewicza w Stawiskach (ul. Polowa 26)

Szkoły ponadgimnazjalne
- Zespół Szkół Ponadgimnazjalnych w Stawiskach (ul.Polowa 26)

Szkoły filialne
- Szkoła Filialna w Budach Stawiskich
- Szkoła Filialna w Jurcu Szlacheckim
- Szkoła Filialna w Dzierzbi

## Kultura
Szerzeniem kultury zajmuje się Gminny Ośrodek Kultury i Sportu, w skład którego wchodzi Biblioteka Publiczna. Jednym z jego zadań jest organizacja różnego typu imprez o zasięgu gminnym. W GOKiS-ie  odbywają się m.in. Walentynki, Dzień Dziecka, Powitanie lata, Święto Niepodległości, Mikołajki, Ferie dla dzieci. W Gminnym Ośrodku Kultury odbywają się również zajęcia taneczne,  muzyczne, teatralne,  czytelnicze w bibliotece, świetlicowe, zajęcia z harcerzami oraz Kołem Seniora.

## Sport
W Stawiskach działa założona w 2008 r. drużyna piłkarska GKS Stawiski grająca w Klasie Okręgowej.